# George Gardner
George Gardner (Glasgow, 10 de maio de 1812 — Neura Ellia, Sri Lanka, 10 de março de 1849) foi um médico e botânico britânico.
Esteve no Brasil de 1836 a 1841, colecionando cerca de 60.000 plantas para museus da Inglaterra, tendo passado dois anos no Rio de Janeiro e arredores, viajando depois para Bahia e Pernambuco, onde começou uma viagem pelos sertões do Ceará, Piauí, Goiás e Minas Gerais, regiões na época pouco conhecidas pelos viajantes europeus.
Em 1820 Nathaniel Wallich (1786-1854) nomeou o gênero Gardneria da família das Loganiaceaes em sua homenagem.
Quando da sua morte, em 1849, era diretor do Jardim Botânico de Neura Ellia, no Sri Lanka.